# El Jiadi
El Jiadi es una localidad de México perteneciente al municipio de El Arenal en el estado de Hidalgo.

## Toponimia
En idioma otomí quiere decir "Sol".

## Geografía
A la localidad le corresponden las coordenadas geográficas 20° 14’ 48.687” de latitud norte y 98° 55’ 44.96” de longitud oeste, con una altitud de 1995 m s. n. m. Se encuentra a una distancia aproximada de 3.35 kilómetros al noroeste de la cabecera municipal, El Arenal.
En cuanto a fisiografía se encuentra dentro de las provincia del Eje Neovolcánico, dentro de la subprovincia de Llanuras y Sierras de Querétaro e Hidalgo; su terreno es de llanura y lomerío. En lo que respecta a la hidrografía se encuentra posicionado en la región del río Panuco, dentro de la cuenca del río Moctezuma, en la subcuenca del río Actopan. Cuenta con un clima semiseco templado.

## Demografía
En 2020 registró una población de 2672 personas, lo que corresponde al 13.47 % de la población municipal. De los cuales 1302 son hombres y 1370 son mujeres. Tiene 711 viviendas particulares habitadas.
| Gráfica de evolución demográfica de El Jiadi entre 1900 y 2020                               |
|                                                                                              |
| Población de los censos y conteos del Instituto Nacional de Estadística y Geografía (INEGI). |

## Economía
La localidad tiene un grado de marginación bajo y un grado de rezago social muy bajo.